# Sternfahrt
Eine Sternfahrt bezeichnet eine Veranstaltung, an der Teilnehmer aus verschiedenen Himmelsrichtungen kommen, um sich an einem Veranstaltungsort zu treffen.

## Fahrradsternfahrt

### Berlin, Brandenburg

Tunnel der A100 bei der Fahrradsternfahrt Berlin 2017

Eine bekannte Sternfahrt ist die seit 1977 stattfindende Fahrradsternfahrt in Berlin und Brandenburg mit Abschlusskundgebung in Berlin auf der Straße des 17. Juni. Sie wird durch den ADFC Berlin e. V. veranstaltet und findet aus Anlass des Weltumwelttages statt.

### Hamburg, Niedersachsen, Schleswig-Holstein
Zudem gibt es die Fahrradsternfahrt am dritten Sonntag im Juni in Hamburg, Niedersachsen und Schleswig-Holstein, die meist in Hamburg am Rathausmarkt zusammentrifft. Zu den Höhepunkten bisheriger Fahrten zählte die Überquerung der eigens hierbei für den Autoverkehr gesperrten Köhlbrandbrücke im Hamburger Hafen. Weitere Höhepunkte waren die Nutzung der Bundesautobahn 255 und der Elbbrücken als Norderelbquerung, sowie die Durchfahrt des für den Autoverkehr gesperrten Wallringtunnels.

## ICE
Mit einer Sternfahrt am 29. Mai 1991 von den Bahnhöfen in Bonn, Hamburg, Mainz, Stuttgart und München zum Bahnhof Kassel-Wilhelmshöhe wurde beispielsweise auch der ICE-Betrieb in Deutschland aufgenommen.

## ÖPNV
Im Nachtverkehr öffentlicher Verkehrsmittel ist die Sternfahrt üblich, um von zentralen Start- und Umsteigepunkten der Innenstädte ein merkbares und wirtschaftliches Fahrplanangebot durchzuführen. Ein Beispiel dafür ist Hannover, wo vom Kröpcke im Nachtsternverkehr am Wochenende um Viertel vor oder Viertel nach der vollen Stunde Stadtbahnzüge in alle Richtungen fahren. Dabei stehen dann mehrere Züge mit verschiedenen Endpunkten hintereinander, was im U-Bahn-Verkehr nur selten vorkommt. In Hannover ist auch der S-Bahn-Verkehr ab dem benachbarten Hauptbahnhof stündlich eingebunden. Nachtliner fahren außerdem an S-Bahnhöfen auf diese Züge abgestimmt.

## Flugverkehr
Eine sternförmige Anreise per Flugzeug wird als Sternflug bezeichnet.